# Hyrca
Hyrca lub Beskid Mały (929 m n.p.m.) – wzniesienie w grzbiecie Beskidu Węgierskiego w Beskidzie Śląskim. W grzbiecie tym w kolejności od zachodu na wschód wyróżnia się wzniesienia: Biały Krzyż, Kotarz, Beskid Mały (Hyrca) i Beskidek.
Beskid Mały znajduje się w odległości około 1,8 km w prostej linii na północny wschód od szczytu Kotarza (963 m). Jego południowo-wschodnie zbocza opadają do doliny rzeki Żylica, północno-zachodnie do doliny potoku Węgierski. Są w większości porośnięte lasem, ale są na nich polany. Grzbietem przebiega granica między miastem Szczyrk (powiat bielski) i Brenną (powiat cieszyński). Z doliny potoku Węgierski w Brennej wyprowadza na szczyt Hyrcy ciąg dwóch podwójnych narciarskich wyciągów orczykowych o łącznej długości ok. 1100 m i łącznej różnicy pokonywanych wzniesień ok. 360 m (tzw. wyciągi na Kotarzu).

## Szlak turystyczny
Grzbietem Beskidu Węgierskiego przez Hyrcę biegną czerwone znaki szlaku turystycznego z Przełęczy Salmopolskiej w masyw Klimczoka.
 Przełęcz Salmopolska – Grabowa – Kotarz – Beskid Mały – Beskidek – Karkoszczonka – Klimczok. Odległość 8,8 km, suma podejść 530 m, suma zejść 420 m, czas przejścia 3:10 godz., z powrotem 2:40 godz.